# Hauptstrasse 18
Die Hauptstrasse 18 ist eine Hauptstrasse in der Schweiz. Sie verläuft durch den Jura, beginnend in La Chaux-de-Fonds und endend in Basel. Der Abschnitt zwischen Delsberg und Basel gehört dem Bund (Nationalstrasse 18).

## Verlauf
Mit Ausnahme eines rund 15 km langen Abschnittes zwischen Glovelier und Delsberg, wo die Autobahn A16 parallel zur Hauptstrasse 18 durchfährt, bildet diese Hauptstrasse die regionale West-Ost-Hauptverbindungsachse im Kanton Jura. Für den Jura wie auch für das Laufental ist die Hauptstrasse 18 die direkte Verbindung nach Basel.
Die Strasse beginnt in La Chaux-de-Fonds als Abzweigung der von Le Locle kommenden Hauptstrasse 20. Sie führt weiter über Saignelégier und Delsberg nach Laufen. Von Laufen aus führt die Strasse über Reinach und durch Basel bis an die deutsche Grenze bei Weil am Rhein.
Die Gesamtlänge dieser ganz überwiegend nicht-richtungsgetrennten Durchgangsstrasse beträgt rund 96 Kilometer.